# 庶吉士
庶吉士（しょきつし、庶常とも称す、満洲語：ᡤᡝᡵᡝᠨ
ᡤᡳᠯᡨᡠ᠋ᠰᡳ、geren giltusi）は明・清時代、翰林院内に設置された短期間の職位である。
科挙に合格した進士の中から素質のある者を選び、翰林院で様々な知識を学ばせてから各種の職を授けるというもので、今日でいうと研究生に当たる。一般に庶吉士の期間は3年で、その後優秀な者は翰林院に残って編修または検討の職を授かり、それ以外のものは六部の主事や御史となったりあるいは地方官となった。
明代の翰林院は優秀な人材をプールする所となり、正統帝以降は、進士でないものは翰林院に入れず、翰林院出身でないものは内閣には入れないということが慣例となった。そのため庶吉士は「儲相」と称された。清代でも漢人の大臣の多くが庶吉士出身であった。